# Попово село (дем Драма)
Попово село или Папаскьой (на гръцки: Παππάδες, Παπάδες, Пападес, до 1927 година Παπάζ Κιόι, Папаз кьой) е село в Република Гърция в дем Драма, област Източна Македония и Тракия.

## География
Попово село е разположено на 590 m надморска височина в областта Чеч, в югозападните склонове на Родопите, над левия бряг на Места (Нестос), на 5 километра югозападно от село Осеница (Сидиронеро).

## История

### В Османската империя
В XIX век Попово село е помашко село в Чечка нахия на Неврокопска каза на Османската империя. В „Етнография на вилаетите Адрианопол, Монастир и Салоника“, издадена в Константинопол в 1878 година и отразяваща статистиката на населението от 1873 година, Папас кьой (Papas-keuï) е посочено като село с 42 домакинства и 120 жители помаци. Според Васил Кънчов Попово село (Папас Кьой) има 60 къщи, като към 1900 година населението му се състои от 380 жители българи мохамедани. Според Стефан Веркович към края на XIX век Попово село (Папас кьой) има мюсюлманско мъжко население 140 души, което живее в 42 къщи.

### В Гърция
През Балканската война селото е освободено от части на българската армия. По данни на Българската православна църква, към края на 1912 и началото на 1913 година в Папас Кьой живеят 80 семейства или общо 459 души.
След Междусъюзническата война в 1913 година Попово село попада в Гърция. По време на Първата световна война селото претърпява загуби. Според гръцката статистика, през 1913 година в Попово село (Παπάς Κιόι) живеят 533 души. В 20-те години жителите му като мюсюлмани са изселени в Турция и на тяхно място са заселени гърци бежанци от Турция. В 1928 година в селото има 49 бежански семейства със 184 жители. В 1927 година селото е прекръстено на Пападес.
| Година    | 1913 | 1920 | 1928 | 1940 | 1951 | 1961 | 1971 | 1981 | 1991 | 2001 | 2011 | 2021 |
| --------- | ---- | ---- | ---- | ---- | ---- | ---- | ---- | ---- | ---- | ---- | ---- | ---- |
| Население | 533  | 359  | 175  | 318  | 513  | 142  | 62   | 21   | 54   | 50   | 35   | 8    |